# 李之芳 (清)
李 之芳（り しほう、1622年9月22日 - 1694年12月18日）は、中国清の学者・文人・詩人。字は鄴園。諡号は文襄。

## 経歴
明の天啓2年（1622年）、山東省済南府武定州で生まれた。父の李才望と母の李氏の子であり、父の李才望は先祖の家業を継承した。
崇禎15年（1642年）、挙人となった。
清の順治4年（1647年）、清の最初の科挙試験を施行するとき、彼は京考中二甲進士となった。以後彼は浙江省金華府推官に任命され、刑部主事、刑部郎中、広西道と湖広道の監察御史を務めて吏部右侍郎に昇進、兵部左侍郎兼都察院左副都御史などを歴任した。康熙12年（1673年）、彼は総督に任命され浙江軍務に派遣された。康熙21年（1682年）秋に杭州を残して、北京に帰って兵部尚書・吏部尚書を務めて、康熙26年（1687年）、文華殿大学士に任命された。康熙33年（1694年）に自宅で死亡した。雍正11年（1733年）に武定州賢良祠に享された。『清史稿』に伝がある。
彼は死後に太子太保に追叙されたが後日加贈されて少保・文華殿大学士兼吏部尚書となった。

## 著作
- 「李文襄公詩集」
- 「平定耿逆記」
- 「李文襄公奏疏与文移」
- 「棘庁草」